# عملیات خوشه‌های خشم

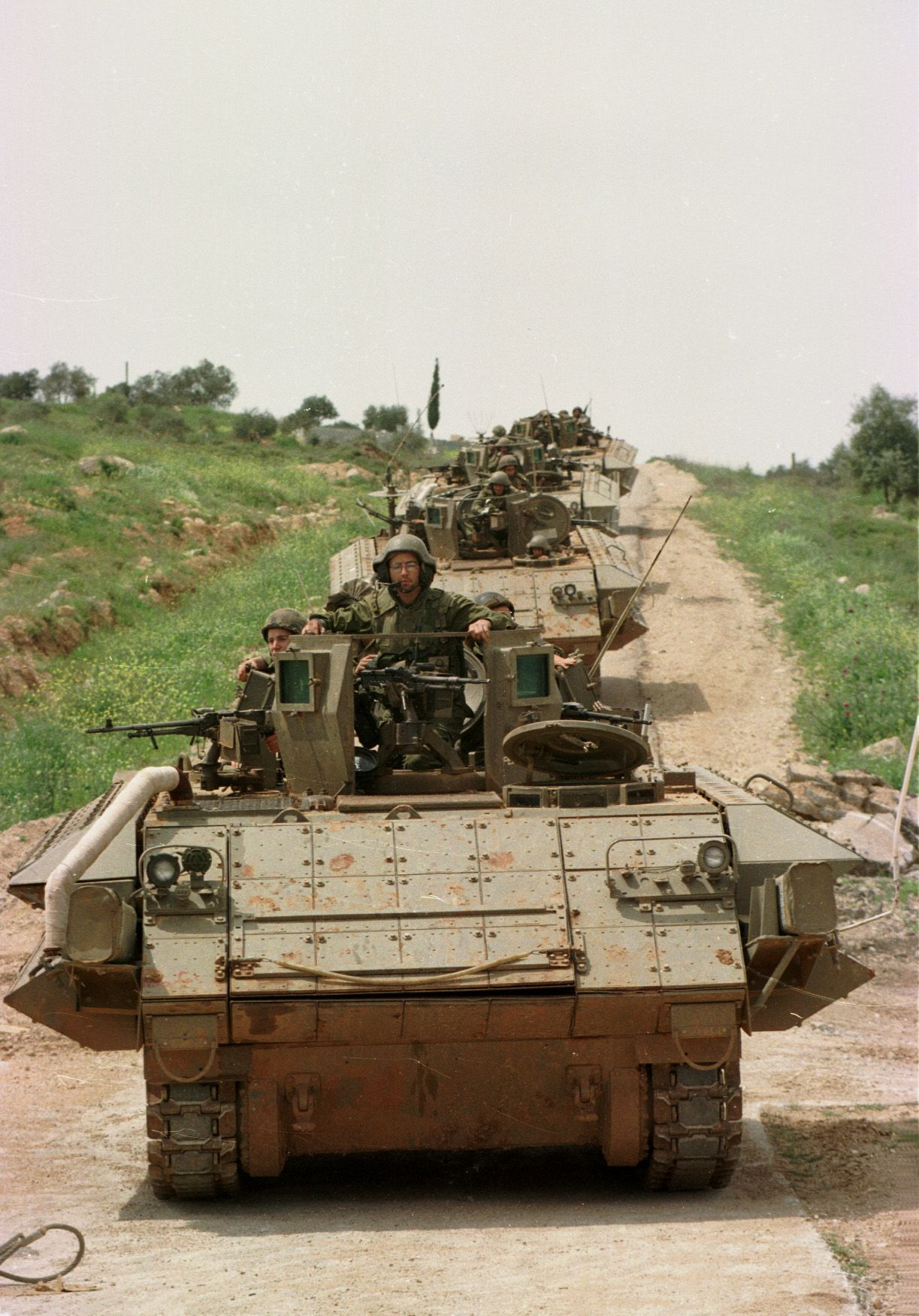
عملیات خوشه های خشم.

عملیات خوشه‌های خشم کارزار هفده‌روزهٔ نیروهای دفاعی اسرائیل علیه حزب‌الله لبنان در سال ۱۹۹۶ در تلاش به پایان بخشیدن به حملات موشکی این سازمان به شمال اسرائیل بود. اسرائیل بیش از ۱۱۰۰ حملهٔ هوایی و گلوله‌باران گسترده(حدود ۲۵۰۰۰ گلوله) علیه حزب‌الله انجام داد. هنگام حملهٔ توپخانه‌ای اسرائیل به نیروهای حزب‌الله که در آن نزدیکی عمل می‌کردند، یک مجتمع یونیفل در قانا هدف قرار گرفت. از سوی دیگر ۶۳۹ حملهٔ راکتی برون‌مرزی حزب‌الله به شمال اسرائیل، به‌ویژه شهر کریات‌شمونا رخ داد. نیروهای حزب‌الله همچنین در درگیری‌های متعدد با نیروهای ارتش اسرائیل و ارتش جنوب لبنان شرکت کردند. درگیری‌ها در ۲۷ آوریل با توافق آتش‌بس که حمله به غیرنظامیان را ممنوع می‌کرد، کاهش یافت.

## پیشینهٔ تاریخی
ارتش اسرائیل برای دومین بار در سال ۱۹۸۲ به منظور توقف حملات فلسطینیان به لبنان حمله کرد و جنگ ۱۹۸۲ لبنان را آغاز کرد. اسرائیل پس از سه ماه، پایتخت لبنان بیروت را اشغال کرد. طی سه سال بعد، ارتش اسرائیل تا حدی عقب‌نشینی کرد، تا این‌که در سال ۱۹۸۵ چیزی را که «منطقهٔ حائل امنیتی» نامید در جنوب لبنان تأسیس کرد.
درحالی‌که اسرائیل موفق به بیرون راندن ساف از لبنان شد، شورش مسلحانه توسط سازمان‌های شیعهٔ رادیکال در منطقه ظهور کرد. در سال ۱۹۹۳، اسرائیل با حمله‌ای گسترده علیه حزب‌الله لبنان (عملیات پاسخگویی) پاسخ داد تا اقدامات آن را مختل کند. کارزار نظامی با آتش‌بسی پایان یافت که شرایط آن شامل تفاهمات نانوشته‌ای بود که هدف قرار دادن غیرنظامیان را ممنوع می‌کرد. هر دو گروه متخاصم بعداً با عبور از «خطوط قرمز» خاص، این ممنوعیت را نادیده گرفتند و چرخه‌هایی از خشونت تلافی‌جویانه را ایجاد کردند. حزب‌الله به حملات خود در لبنان و شمال اسرائیل از جمله علیه نیروهای مسلح اسرائیل، شبه‌نظامیان ارتش جنوب لبنان و مناطق غیرنظامی ادامه داد. ارتش اسرائیل نیز اهدافی را در مجاورت یا درون مناطق غیرنظامی گلوله‌باران می‌کرد که اغلب باعث کشته شدن بسیاری از غیرنظامیان می‌شد.
در ۳۰ مارس، دو مرد در حین کار بر روی یک برج آبی در یاطر، لبنان، بر اثر یک موشک ارتش اسرائیل کشته شدند. حزب‌الله با پرتاب ۲۰ موشک به شمال اسرائیل پاسخ داد و ارتش اسرائیل حملهٔ خود را یک اشتباه اعلام کرد. انفجار بمبی کنار جاده‌ای که منجر به جان باختن یک پسر ۱۴ سالهٔ لبنانی و زخمی شدن سه تن دیگر در روستای برعشیت شد، از سوی حزب‌الله به‌عنوان دلیل شلیک ۳۰ موشک به شمال اسرائیل در ۹ آوریل اعلام شد. مقامات اسرائیلی در ۱۱ آوریل عملیات خوشه‌های خشم را به‌عنوان اقدامی تلافی‌جویانه و پیشگیرانه در قبال گلوله‌باران حزب‌الله که منجر به زخمی شدن شش غیرنظامی اسرائیلی شد، اعلام کردند.

## عملیات
در اوایل صبح ۱۱ آوریل، هواپیماها و توپخانهٔ اسرائیل بمباران شدید روستاهای شیعه‌نشین در جنوب لبنان را آغاز کردند. هدف اعلام‌شده از این حملات، فرار عمومی مردم غیرنظامی به سمت منطقهٔ بیروت بود. هدف نخست اسرائیل از این بحران انسانی، تحت فشار قرار دادن دولت‌های لبنان و سوریه برای خلع سلاح حزب‌الله بود. هدف دوم، مجازات مستقیم حزب‌الله از طریق از بین بردن هر هدف مرتبط با این سازمان بود.
اسرائیل در اعلامیه‌هایی که از هوا و از طریق ایستگاه رادیویی ارتش جنوب لبنان (SLA) پرتاب می‌شد، به ساکنان ۴۴ روستای جنوب لبنان (که بعداً به ۸۸ روستا افزایش یافت) هشدار داد تا پیش از ساعت ۱۴:۳۰ روز بعد، خانه‌های خود را تخلیه کنند. حملات به روستاها از ساعت ۱۶:۳۰ آغاز شد. در ابتدا حملات توپخانه‌ای و هوایی به حومهٔ روستاها انجام شد. حملات در ادامه به خانه‌هایی که به‌طور تصادفی انتخاب شده بودند هدایت شد.
پس از حملهٔ اسرائیل به یک آمبولانس در جنوب لبنان، آوری درومی، سخنگوی دولت اسرائیل اعلام کرد که «ما به ساکنان هشدار دادیم که از محل خارج شوند تا آسیبی نبینند. همهٔ کسانی که در آنجا باقی می‌مانند، این کار را با مسئولیت خود انجام می‌دهند، زیرا فرض ما بر این است که آن‌ها با حزب‌الله در ارتباط هستند.» در ۱۴ آوریل، سخنگوی ارتش اسرائیل گفت: «هرکسی که در صور یا این چهل روستا بماند… تنها مسئول به خطر انداختن جان خود است.»

گسترش وحشت در میان جمعیت غیرنظامی توسط قوانین بین‌المللی بشردوستانه ممنوع است. کمیتهٔ بین‌المللی صلیب سرخ در یک مداخلهٔ عمومی نادر در یک درگیری مداوم، حملهٔ اسرائیل به قانا را به شدت محکوم کرد و ادامه داد:
کمیتهٔ بین‌المللی صلیب سرخ توجه خود را به این واقعیت جلب می‌کند که هنوز تقریباً ۶۰۰۰۰ غیرنظامی در مناطقی از جنوب لبنان که در آن عملیات نظامی در حال انجام است، وجود دارد. دستور تخلیهٔ کل منطقه - در این مورد برخلاف قوانین بشردوستانهٔ بین‌المللی - که به ساکنان روستاهای جنوب لبنان صادر شده است، اسرائیل را از تعهد احترام به غیرنظامیان مستثنی نمی‌کند.
اسرائیل بندرهای بیروت، صیدا و صور را محاصره کرد. در نزدیکی بیروت، یک پاسگاه ارتش سوریه در ۱۲ آوریل توسط هواپیماهای اسرائیلی بمباران شد که منجر به کشته شدن یک سرباز و زخمی شدن هفت تن دیگر شد. در ۱۳ آوریل، اسرائیل به یک آمبولانس در منصوری حمله کرد و ۲ زن و ۴ کودک را کشت. در اوایل صبح روز ۱۴ آوریل، ایستگاه ترانسفورماتور برق در بصالیم مورد حملهٔ هوایی قرار گرفت. روز بعد، بزرگ‌ترین ایستگاه ترانسفورماتور لبنان در جمهور، پنج مایلی شرق بیروت نیز ویران شد. حملات هوایی بیروت را بدون برق گذاشت. روز بعد، اطراف فرودگاه بیروت بمباران شد و چهار غیرنظامی و دو سرباز لبنانی کشته و بیست و چهار نفر مجروح شدند. پایگاه یونیفل در خارج از قانا در ۱۸ آوریل گلوله‌باران شد و ۱۰۵ روستایی که در محوطه پناه گرفته بودند کشته شدند.
برآورد می‌شود که ۴۰۰۰۰۰ نفر در جنوب لبنان خانه‌های خود را ترک کردند و ۱۶۰۰۰ نفر از ساکنان کریات‌شمونا در طول بمباران به جنوب گریختند.

## پیامدها
بر پایهٔ گزارش دیده‌بان حقوق بشر، حدود ۱۵۴ غیرنظامی لبنانی کشته شدند این در حالی است که آهرون برگمن می‌گوید که ۲۵۰ لبنانی در حملات اسرائیل کشته شدند، از جمله ۱۰۶ غیرنظامی که در گلوله‌باران مقر سازمان ملل در قانا جان خود را از دست دادند و ۹ غیرنظامی نیز در حملهٔ هواپیماهای جنگی اسرائیل به ساختمانی دو طبقه در نبطیه جان باختند. نیروی هوایی اسرائیل اعلام کرد که آتش ضدهوایی از منطقهٔ اطراف ساختمان به سمت هواپیماها شلیک شده است. عفو بین‌الملل قادر به تأیید صحت یا عدم صحت این مطلب نبود.
حدود ۳۵۰ غیرنظامی در لبنان و ۶۲ غیرنظامی اسرائیلی در اسرائیل زخمی شدند.
خسارات وارده به زیرساخت‌های لبنان به دلیل تخریب پل‌های اصلی و نیروگاه‌ها قابل توجه بود. بر پایهٔ گزارش دیده‌بان حقوق بشر، ۲۰۱۸ خانه و ساختمان در جنوب لبنان یا به‌طور کامل ویران شده یا به‌شدت بمباران شده‌اند. مجموع خسارت اقتصادی لبنان توسط مروان اسکندر، اقتصاددان، ۵۰۰ میلیون دلار برآورد شد (و توسط مرکز مطالعات سیاسی لبنان تأیید شد). این مبلغ شامل ۱۴۰ میلیون دلار برای بازسازی زیرساخت‌های آسیب‌دیده، ۳۰ میلیون دلار برای کمک به آوارگان، ۲۶۰ میلیون دلار بازده اقتصادی از دست‌رفته و ۷۰ میلیون دلار خسارت ناشی از تأخیر در پروژه‌های اقتصادی بود. اسرائیل کل خسارتی که متحمل شده است را ۱۵۰ میلیون شِکِل (حدود ۵۳ میلیون دلار) برآورد کرده است. پیش از این، خسارات وارده به اموال غیرنظامی اسرائیل ۲۰ میلیون شِکِل (حدود ۷ میلیون دلار) و خسارت غیرمستقیم به صنعت گردشگری اسرائیل ۴۰ میلیون شِکِل (حدود ۱۳ میلیون دلار) برآورد شده بود نخست‌وزیر اسرائیل، شیمون پرز، کارزاری گسترده را به راه انداخت تا لبنانی‌ها را متقاعد کند که این مجازات به‌دلیل ادامهٔ حضور حزب‌الله و فعالیت‌های ضد اسرائیلی بر آن‌ها تحمیل شده است و آن‌ها باید حضور حزب‌الله در لبنان را متوقف کنند. اما به‌دلیل فعالیت‌های سیاسی حزب‌الله در سال‌های گذشته و حضور عناصر آن در بدنهٔ سیاسی لبنان نه تنها هیچ اشاره‌ای به «برچیدن» حزب‌الله نشد، بلکه توافق‌نامه‌ای که توسط لبنان، اسرائیل، ایالات متحده، فرانسه و سوریه امضا شد به‌طور مشخص به حزب‌الله اجازه داد تا به فعالیت‌های نظامی خود علیه نیروهای اسرائیلی در درون لبنان ادامه دهد.
حزب‌الله در ماه‌های بعد در بازسازی بسیار فعال بود. آن‌ها مدعی شدند که ۵۰۰۰ خانه در ۸۲ روستا را مرمت کرده‌اند و همچنین جاده‌ها را بازسازی کرده و زیرساخت‌ها را تعمیر کرده‌اند. آن‌ها همچنین اعلام کردند که به ۲۳۰۰ کشاورز غرامت پرداخت شده است. به گفتهٔ ناظران بی‌طرف، این ارقام احتمالاً دقیق بودند.

### واکنش افراد مرتبط با القاعده
جان باختن غیرنظامیان در عملیات خوشه‌های خشم و به‌ویژه در قانا از سوی القاعده به‌عنوان انگیزهٔ اقدامات و سیاست‌های خود در قبال ایالات متحده ذکر شده است. در گزارش لارنس رایت گفته شده است که محمد عطا در پاسخ فوری به اسرائیل در برابر عملیات خوشه‌های خشم، در حملات ۱۱ سپتامبر ۲۰۰۱ شرکت کرده است.
اسامه بن لادن در اعلامیهٔ جهاد خود علیه ایالات متحده در ۲۳ اوت ۱۹۹۶ (خطاب به دیگر مسلمان) نوشت: «خون آن‌ها در فلسطین و عراق ریخته شد. تصاویر هولناک کشتار قانا در لبنان هنوز در حافظهٔ ما تازه است.»

## آتش‌بس
شورای امنیت سازمان ملل متحد ابتدا در ۱۸ آوریل ۱۹۹۶ در قطعنامهٔ ۱۰۵۲ خواستار آتش‌بس شد. در پی کشتار قانا، موجی از محکومیت بین‌المللی به راه افتاد و فشارهای دیپلماتیک بر اسرائیل برای توقف عملیات وارد شد. به دنبال دستیابی به تفاهم آتش‌بس اسرائیل-لبنان - یک توافق‌نامهٔ کتبی غیررسمی - تحت نظارت دیپلماتیک آمریکا، خصومت‌ها از سوی دو طرف درگیر کاهش یافت. تفاهم‌نامه در ساعت ۱۸:۰۰، ۲۶ آوریل ۱۹۹۶ اعلام و در ساعت ۰۴:۰۰ روز ۲۷ آوریل ۱۹۹۶ لازم‌الاجرا شد. این توافق، حملات برون‌مرزی به اهداف غیرنظامی و همچنین استفاده از روستاهای غیرنظامی برای انجام حملات را ممنوع کرد. کمیتهٔ نظارت بر اجرای تفاهمات خوشه‌های خشم متشکل از نمایندگانی از ایالات متحده، فرانسه، سوریه، اسرائیل و لبنان تشکیل شد. این کمیته برای نظارت و بحث در مورد نقض تفاهمات توسط دو طرف تشکیل جلسه می‌دهد.